# Garnki
Garnki [ˈɡarnki] là một ngôi làng thuộc khu hành chính của Gmina Karlino, thuộc quận Białogard, West Pomeranian Voivodeship, ở phía tây bắc Ba Lan. Nó nằm khoảng 8 kilômét (5 mi) phía tây nam của Karlino, 12 km (7 mi) phía tây Białogard và 103 km (64 mi) về phía đông bắc của thủ đô khu vực Szczecin.
Trước năm 1945, khu vực này là một phần của Đức. Đối với lịch sử của khu vực, xem Lịch sử của Pomerania.